# Хамза, Раджаб
Раджаб Хамза Кассим (англ. Rajab Hamza Qassim, араб. رجب حمزة‎; род. 16 октября 1986, Занзибар) — катарский футболист танзанийского происхождения, игравший на позиции вратаря.

## Клубная карьера
Карьеру начал в 2005 году в клубе «Аль-Мархия». Сезон 2006/2007 провёл в столичной команде «Аль-Ахли». С 2007 по 2017 года был игроком основного состава в «Аль-Араби», за который сыграл 162 матча в национальном чемпионате и трижды стал обладателем Кубка шейха Яссима. В 2017 присоединился к клубу «Катар СК». В 2019 году подписал контракт с «Аль-Хором». Карьеру завершил в 2022 году в составе Эш-Шахания.

## Карьера за сборную
За национальную сборную Катара Хамза дебютировал 28 октября 2007 года в матче квалификации на чемпионат мира 2010 против сборной Шри-Ланки (5:0). Всего за «бордовых» он сыграл 6 матчей.

## Достижения

### «Аль-Араби»
- Обладатель Кубка шейха Яссима: 2008, 2010, 2011